# Multoribula multipunctata
Multoribula multipunctata är en kvalsterart som beskrevs av Balogh och Sandór Mahunka 1966. Multoribula multipunctata ingår i släktet Multoribula och familjen Multoribulidae. Inga underarter finns listade i Catalogue of Life.